# Literatura latină
Literatura Republicii Romane și cea a Imperiului Roman au fost scrise în limba latină. Perioadele literaturii latine sunt divizate convențional în Latină "de Aur" sau Era de aur, care acoperă aproximativ perioada de la începutul secolului I î.Hr. până la mijlocul secolului I d.Hr. și Latina de Argint, care acoperă diferența perioadei clasice. Tot ce a urmat după mijlocul secolului al II-lea vine sub descrierea generalizantă de literatură latină "târzie" și tinde a fi studiată pentru lumina pe care o pune asupra dezvoltării latinei în limbile romanice, mai mult decât pentru meritul său literar (deși există excepții, precum Augustin din Hippo), ori apologetic, Tertullian, Perpetua, Actele Martirice ori Epistola (Anonima) catre Diognetus a unui Crestin Grec catre un Ceteatean Roman.  

## Literatură latină timpurie
Poezie
Ennius
Proza
Cnaeus Naevius
Comedie
Plautus
Terentius

## Era de aur
Poezie
Lucrețiu : Despre natura lucrurilor
Catullus
Vergilius : Eneida
Horațiu
Ovidiu : Metamorfoze
Tibul
Properțiu
Proză
Iulius Cezar : Războiul galic
Cicero : Discursuri Catiline
Istoriografie
Nepos
Sallustius
Titus Livius

## Latina de Argint
Poezie
Manilius
Lucan
Persius
Statius
Proză
Petroniu : Satyricon
Plinius cel Bătrân : Istorie naturală
Quintilian
Pliniu cel Tânăr
Aulus Gellius
Apuleius
Asconius
Teatru
Seneca
Satiră
Juvenal
Marțial
Istoriografie
Tacitus
Suetonius

## Literatură latină în perioada antică târzie
Ammianus Marcellinus
Sfântul Augustin din Hippo
Ausonius
Boethius și Consolare a filozofiei
Distichs din Cato
Claudian
Eutropius
Ambrosius Theodosius Macrobius
Paulinus din Nola
Prudentius
Sidonius Apollinaris
Sulpicius Severus

## Literatură latină medievală și creștină
Pierre Abélard
Aetheria
Albertus Magnus
Thomas Aquinas : Pange Lingua : Summa Theologiae
Arhipoetul
Bede
Carmina Burana
Cenodoxus
Geoffrey of Monmouth
Thomas More
Gildas
Goliards
Grigore din Tours
Hiberno-Latin
Isidor din Sevilla : Etymologiæ
Sfântul Jerome : Vulgate
Petru din Blois
Petrarch
Thomas din Celæno : Dies Iræ
Venantius Fortunatus
Walter din Châtillon